# Санзар
Санза́р, Сангзар (узб. Sangzor, Сангзор) — река в Джизакской области Узбекистана, крупнейшая река области вместе с Зааминсу.
В верхнем течении река носит название Гурала́ш (узб. Guralashsoy, Гуралашсой), в нижнем течении — Клы (узб. Qili, Қили).
В конце XIX века — начале XX века река носила названия Джизакская и Джелон-ута.

## Общее описание
Длина Санзара равна 198 км. Согласно «Большой Советской Энциклопедии», площадь водосбора до начала ирригационного веера составляет 2530 км²; по данным «Национальной энциклопедии Узбекистана», на горную часть бассейна приходится 3220 км². Для реки своего размера Санзар маловоден: среднемноголетний расход воды составляет 4 м³/с (в 158 км от устья — 2,12 м³/с). Половодье продолжается с марта по июнь (до начала июля), его пик приходится на май.
Воды Санзара используются на орошение. Подпитывается из реки Зеравшан посредством канала Искитюятартар.

## Гуралаш
Река берёт начало от слияния нескольких родников, стекающих с высот до 3400 метров на северном склоне Туркестанского хребта (в районе перевала Гуралаш). До слияния с притоком Джантике в кишлаке Кичикшак носит название Гуралаш. Имея вначале северо-восточное направление течения, река быстро меняет его на северо-западное. По берегам Гуралаша местами произрастают арчовые леса.

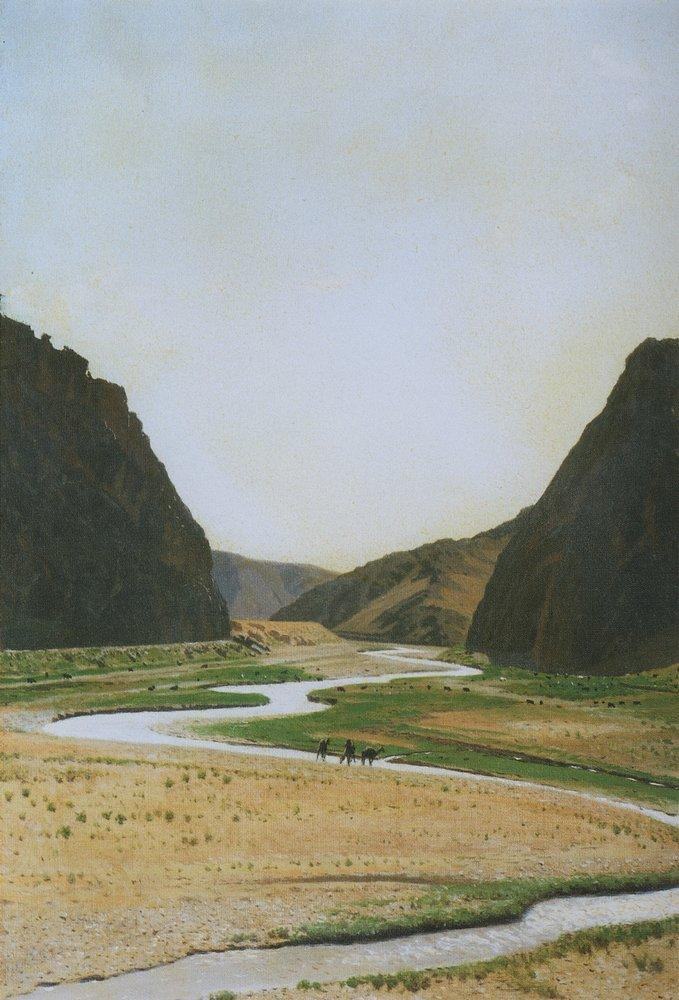
Тамерлановы ворота. Картина В. В. Верещагина, 1871

## Среднее течение
Проходя между Туркестанским хребтом и его ответвлением — хребтом Мальгузар, Санзар образует широкую долину. На этом участке русло каменисто и имеет множество порогов. Его ширина близ населённого пункта Сутлибулак составляет 80 м, глубина — 60 см.
В районе населённого пункта Бустан река начинает поворачивать на север; далее, у населённых пунктов Балгали и Кашкабулак, вновь приобретает уклон к востоку.
Ниже города Галляарал Санзар разделяет Мальгузарский хребет и горный хребет Нуратау, образуя Джизакский проход. Наиболее узкая часть прохода известна как ущелье Тамерлановы ворота. По долине реки были проложены Среднеазиатская железная дорога и Большой узбекский тракт (автодорога M-39).
Выходя из прохода, протекает по территории города Джизак. Для регуляции водопользования в 9 км от Джизака построено Джизакское водохранилище, которое соединено с Санзаром по каналу.

## Клы
От Джизака Санзар вновь поворачивает на север. За городом река приобретает название Клы. Ниже Джизакского оазиса русло часто лежит пересохшим, либо собирает очень небольшое количество сбросовых (возвращаемых от полива) и грунтовых вод. Вода Клы считается солёной. Ширина реки близ озера Балыклы составляет 14 м, глубина — 1,5 м, грунт дна вязкий. Местами протекает в овраге.
У гор Балыклытау Клы пересекается с Южным Голодностепским каналом имени Саркисова. В районе населённого пункта Алгабас ориентируется в общем северо-западном направлении и сохраняет его до устья.
Впадает в бессточное озеро Тузкан на западной окраине Голодной степи, южнее впадения Акбулакского коллектора.

## Притоки Санзара
В реку впадает около 80 саев и ручьёв: Ходжасай, Байкунгурсай, Кукджар, Аккурган, Тангатаптысай, Сутарыксай, Бахмазарсай, Наука и другие. По отдельности они могут не достигать Санзара.